# توماس جوزيف كينغ
توماس جوزيف كينغ (بالإنجليزية: Thomas Joseph King)‏ هو أحيائي أمريكي، ولد في 4 يونيو 1921، وتوفي في 25 أكتوبر 2000.